# Rogač (priimek)
Rogač je priimek več znanih Slovencev:
- Anton Rogač (1840—1905), rimskokatoliški duhovnik, gospodarstvenik in kulturni delavec
- Filip Jakob Rogač, pevec
- Franc Rogač (Ferenc Rogács) (1880—1961), rimskokatoliški duhovnik, teolog, poljudni pisec in škof v Pécsi
- Franci Rogač (*1974), mladinski pisatelj (pravljičar)
- Jožef Rogač (1834—1874), rimskokatoliški duhovnik in nabožni pisec
- Jože(f) Rogač (1973—2021), župnik v Podčetrtku in dekan dekanije Kozje
- Marija Bešter Rogač (*1958), fizikalna kemičarka, univ. profesorica
- Marko Rogač (1960?—2021), oglaševalec, časnikar, nazadnje ur. strokovno-znanstvenega glasila Onkologija
- Rajko Rogač (1927—2016/17?), gradbenik